# Тавільжанське водосховище
 Старогниличанське водосхо́вище — невелике руслове водосховище на річці Тавільжанка (ліва притока р. Оскіл. Розташоване в Дворічанському районі Харківської області.
- Водосховище побудовано в 1973 році по проекту Харківської філії інституту «Укрдіпроводгосп».
- Призначення — зрошення, риборозведення, рекреація.
- Вид регулювання — сезонне.

## Основні параметри водосховища
- нормальний підпірний рівень — 96,0 м;
- форсований підпірний рівень — 97,0 м;
- рівень мертвого об'єму — 91,1 м;
- повний об'єм — 1,40 млн м³;
- корисний об'єм — 1,19 млн м³;
- площа дзеркала — 42,6 га;
- довжина — 2,228 км;
- середня ширина — 0,187 км;
- максимальні ширина — 0,28 км;
- середня глибина — 3,28 м;
- максимальна глибина — 7,50 м.

## Основні гідрологічні характеристики
- Площа водозбірного басейну — 47 км².
- Річний об'єм стоку 50 % забезпеченості — 1,97 млн м³.
- Паводковий стік 50 % забезпеченості — 1,80 млн м³.
- Максимальні витрати води 1 % забезпеченості — 47 м³/с.

## Склад гідротехнічних споруд
- Глуха земляна гребля довжиною — 398 м, висотою — 9,5 м, шириною — 10 м. Закладення верхового укосу — 1:8, низового укосу — 1:2,5.
- Береговий водоскид з переїздом. Вхідний оголовок — полігональний висотою 1,5-2,0 м, довжина водозливної кромки — 26 м.
- Водопровідна частина під автодорогою виконана у вигляді трьохвічкової прямокутної труби розмірами 3(1,8х2,0)м.
- Водоскидний швидкотік, прямокутний у розрізі, розмірами 7×10 м.

## Використання водосховища
Водосховище було побудовано для зрошення в колгоспі «Маяк» Дворічанського району.